# المغرب في الألعاب البارالمبية الصيفية 2008
شارك المغرب في الألعاب البارالمبية الصيفية 2008 والتي أقيمت في بكين بالصين.